# Giuseppe Sabatini
Giuseppe Sabatini (Peccioli, 22 marzo 1915 – Livorno, 12 dicembre 1951) è stato un ciclista su strada italiano.
Professionista e indipendente dal 1938 al 1940, conta due partecipazioni al Giro d'Italia. A lui è intitolata la Coppa Sabatini.

## Carriera

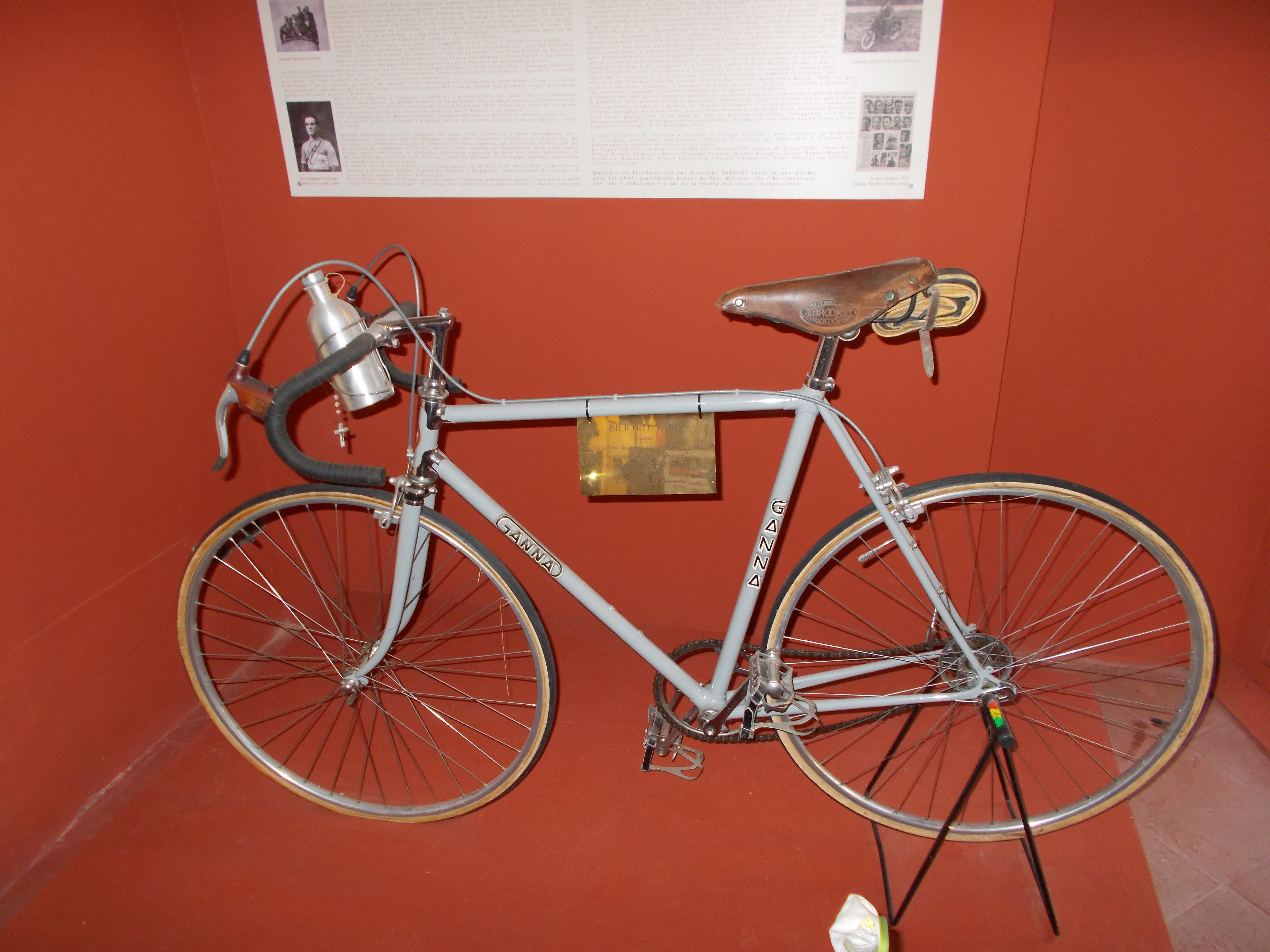
La bicicletta Ganna utilizzata da Giuseppe Sabatini, conservata a Peccioli

Soprannominato "Libertario", nasce a Peccioli come primogenito di nove figli in una famiglia di mezzadri. La sua prima squadra giovanile fu, all'età di 17 anni, l'Unione Sportiva Raffaele Di Paco di Forcoli. Fra il 1933 e il 1935 ottenne diverse vittorie fra i dilettanti toscani; nel 1935 vinse la Coppa Olympia a Grosseto e ottenne alcuni piazzamenti, come il settimo posto al Giro dell'Irpinia e il nono al Giro delle Quattro Provincie del Lazio (aperto anche ai professionisti), entrambe gare a tappe. Nel 1936 venne chiamato a prestare servizio militare come bersagliere a Pola in Istria, venendo congedato nel marzo 1937. Ritornò al ciclismo dilettantistico con l'A.C. Montecatini.
Nel 1939, dopo una breve esperienza come operaio alla vetreria Saint Gobain, entrò nel ciclismo professionistico con la Ganna, partecipando alla sua prima Milano-Sanremo e al Giro di Toscana. Successivamente partecipò al Giro d'Italia 1939, dove fu gregario di Cesare Del Cancia; il 29 aprile 1939 durante la seconda tappa Torino-Genova fu protagonista di una pericolosa caduta in discesa all'imbocco della galleria di Boasi. All'ultima tappa, da Sondrio a Milano, andò invece in fuga con i migliori e arrivò settimo sul traguardo, concludendo la classifica generale in diciottesima posizione.
Dopo il 1939 gareggiò come indipendente; nel 1940 partecipò al Giro d'Italia con il "gruppo" dell'Unione Ciclistica Modenese, ma in quella corsa si ritirò all'undicesima tappa. In seguito con lo scoppio della seconda guerra mondiale fu inviato al fronte in Libia, dove fu ferito a una gamba e quindi rispedito a casa. Nel frattempo la moglie Costanza gli diede la prima figlia, Giovanna, mentre in seguito ebbe anche due maschi, Ivan e Giancarlo. Dopo la guerra Sabatini si trasferì a Livorno, dove militò nel PCI. Con i colori della Virtus Lucca nel 1946 vinse la Coppa Perozzi, classica toscana sul percorso Siena-Pontedera-Volterra-Siena.
Dopo una malattia, si spense a soli 36 anni nel dicembre 1951. Rimasto nel cuore degli sportivi del suo paese natale, Peccioli, in suo onore fu istituita dall'anno seguente alla sua morte, il 1952, la Coppa Sabatini che si corre ogni anno nella cittadina pisana. La corsa si è affermata poi fin dal 1960 come appuntamento fisso nel calendario ciclistico professionistico internazionale.

## Palmarès
- 1935 (dilettanti)

Coppa Olympia
- 1938 (dilettanti)

Coppa Migliorini - Firenze
- 1946 (dilettanti)

Coppa Perozzi

## Piazzamenti

### Grandi Giri
- Giro d'Italia

1939: 18º
1940: ritirato

### Classiche monumento
- Milano-Sanremo

1939: 23º
- Giro di Lombardia

1938: 55º